# Boada
Boada è un comune spagnolo di 390 abitanti situato nella comunità autonoma di Castiglia e León.